# Supercupa Europei 1988
Supercupa Europei 1988 a fost cea de treisprezecea ediție a Supercupa Europei. S-a jucat între KV Mechelen și PSV Eindhoven, Mechelen câștigând Supercupa cu scorul general de 3–1.

## Meciurile

### Prima manșă
| KV Mechelen                  | 3 – 0 | PSV Eindhoven |
| ---------------------------- | ----- | ------------- |
| Bosman 16', 50' De Wilde 17' |       |               |

### A doua mannșă
| PSV Eindhoven | 1 – 0 | KV Mechelen |
| ------------- | ----- | ----------- |
| Gillhaus 78'  |       |             |

| Supercupa Europei 1988   |
| ------------------------ |
| Belgia                   |
| KV Mechelen Primul titlu |